# Bahçeağıl, Çerkezköy
Bahçeağıl là một xã thuộc huyện Çerkezköy, tỉnh Tekirdağ, Thổ Nhĩ Kỳ. Dân số thời điểm năm 2011 là 624 người.